# Ауліс Саллінен
Ауліс Саллінен (фін. Aulis Heikki Sallinen; нар. 9 квітня 1935) — фінський композитор. Здобув освіту в Академії імені Сібеліуса, по закінченю залишився її викладачем. Автор 6 опер, 8 симфоній, концертів для скрипки, віолончелі, флейти та валторни і великого числа камерних творів. Отримав приз Північної Ради в 1978 році за оперу Ratsumies(«Вершник»).

## Записи
- Symphony Nos 1 & 7 [Архівовано 19 травня 2011 у Wayback Machine.] — CPO 999 918-2
- Kullervo [Архівовано 19 травня 2011 у Wayback Machine.] — Ondine ODE 844-2
- Shadows; Symphonies 4 & 5; Chamber Music III [Архівовано 19 травня 2011 у Wayback Machine.] — Ultima 8573819722